# Adamou Djibo
Adamou Ibrahim Djibo (* 13. srpna 1998) je nigerský profesionální fotbalista, který hraje na pozici obránce za moldavský klub FC Šeriff Tiraspol a nigerský národní tým.

## Klubová kariéra
Dne 12. června 2023 oznámil Šeriff Tiraspol podpis smlouvy s Djibem, který přišel z ASN Nigelec.

## Statistiky

### Reprezentační
Platí k zápasu hranému 17. října 2023.
| Národní tým | Rok     | Zápasy | Góly |
| ----------- | ------- | ------ | ---- |
| Niger       | 2021    | 2      | 0    |
| Niger       | 2022    | 3      | 0    |
| Niger       | 2023    | 9      | 0    |
| Celkově     | Celkově | 14     | 0    |